# 福島県道42号矢吹小野線
福島県道42号矢吹小野線（ふくしまけんどう42ごう やぶきおのせん）は、福島県西白河郡矢吹町から田村郡小野町に至る県道（主要地方道）である。

## 概要
バイパス区間はあぶくま高原道路として供用されている。

### 路線データ
- 起点：西白河郡矢吹町八幡町
- 終点：田村郡小野町皮籠石字寺脇
- 総延長：72.463km
  - 実延長：70.505km[1][2]

## 歴史
- 1976年4月1日 - 建設省告示第694号が公布され、福島県道石川小野線の一部が主要地方道石川平田線として指定される。
- 1993年（平成5年）5月11日 - 建設省から、県道千五沢矢吹線・県道石川平田線の一部・県道上蓬田皮篭石線が矢吹小野線として主要地方道に指定される[3]。
- 1994年（平成6年）4月1日 - 福島県によって現在の路線名で県道路線に認定される[4]。

## 路線状況

### 重用路線
- 国道118号（石川郡玉川村小高字南畷 - 同郡同村蒜生羽根石）
- 福島県道63号古殿須賀川線（石川郡玉川村南須釜字作田 - 同郡同村南須釜字蔵ノ前）
- 福島県道40号飯野三春石川線（石川郡玉川村南須釜字狸穴 - 同郡同村南須釜字千五沢）
- 国道49号（石川郡平田村上蓬田字下槍雷（上蓬田交差点） - 同郡同村上蓬田字大隅（大隅交差点））

### バイパス・新道
阿武隈川上流遊水地群整備付替道路（未供用）
- 起点：西白河郡矢吹町中沖
- 終点：石川郡玉川村小高字南畷
- 延長：1.5km
- 幅員：10.5m

令和元年東日本台風による阿武隈川流域の甚大な被害を受け計画された遊水地群の整備に伴う水没区間の道路付替え事業である。現道の南側に路線を移設し玉城橋の上流側への架け替え、泉郷川への（仮称）泉郷川橋の新規架橋が行われる計画である。現道（幅員7.5m）より拡幅され、新たに歩道の整備も併せて行われる。

### 道路施設
玉城橋
掛金橋
- 全長：22.5m
- 幅員：15.0m
- 竣工：1997年[6]

玉川村小高字中島、字戸ノ内に位置し、一級水系阿武隈川水系泉郷川を渡る。橋上は上下対向2車線で供用され、上下線両側に歩道が設置されている。
妙見橋
- 全長：22.1m
- 幅員：14.0m
- 竣工：1992年[7]

玉川村小高字掛金、字中島から吉字荒田に至り、一級水系阿武隈川水系泉郷川を渡る。
千五沢橋
- 全長：81.0m
- 幅員：8.0m
- 竣工：1970年[7]

玉川村南須釜字千五沢にて一級水系阿武隈川水系東川（千五沢ダム）を渡る。
青井沢橋
- 全長：98.0m
- 幅員：7.0m
- 竣工：1971年[7]

玉川村南須釜字千五沢から平田村西山字青井沢に至り、一級水系阿武隈川水系青井沢（千五沢ダム）を渡る。
大橋
- 全長：14.0m
- 幅員：6.0m
- 竣工：1970年[6]

平田村上蓬田字新屋敷、字下槍らいに位置し、一級水系阿武隈川水系北須川を渡る。橋上は上下対向2車線で供用され歩道はなく、上り線側に人道橋が架設されている。
黒森橋
- 全長：35.4m
- 幅員：5.5（7.75）m
- 形式：PC単純ポステン箱桁橋
- 竣工：2004年度
- 施工：エムテック

小野町雁股田字黒森に位置し、二級水系夏井川水系黒森川を渡る。2006年度に完成したこまちダム建設に伴う水没区間付替のためにダム湖上端部に架けられた。総工費は1億7500万円。

## 地理

### 通過する自治体
- 西白河郡
  - 矢吹町
- 石川郡
  - 玉川村
  - 石川町
  - 玉川村
  - 平田村
- 田村郡
  - 小野町

### 交差する道路
- 矢吹町内

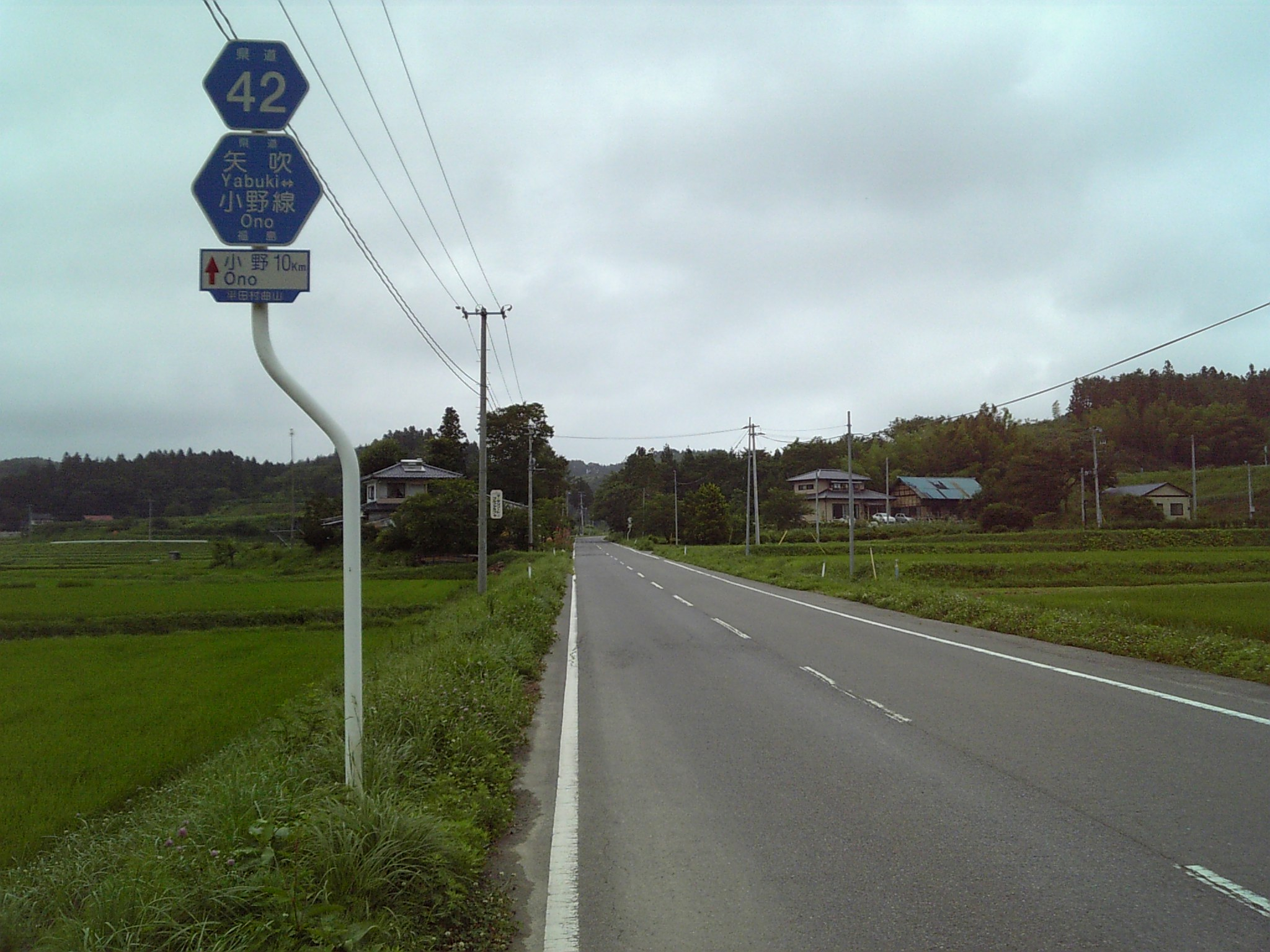
平田村内（2008年7月）

  - 福島県道44号棚倉矢吹線・福島県道106号石川矢吹線（八幡町 起点）
  - 福島県道283号須賀川矢吹線（三城目）
- 玉川村内
  - 国道118号 須賀川方面（小高字南畷）
  - あぶくま高原道路 玉川IC・国道118号 水戸方面（蒜生字羽根石）
  - あぶくま高原道路 福島空港IC・福島県道63号古殿須賀川線 須賀川方面（南須釜字作田）
  - 福島県道63号古殿須賀川線 古殿方面・福島県道138号母畑須賀川線（南須釜字蔵ノ前）
  - 福島県道40号飯野三春石川線 福島方面（南須釜字狸穴）
  - あぶくま高原道路 石川母畑IC（南須釜字滝作）
  - 福島県道40号飯野三春石川線 石川方面（南須釜字千五沢）
- 平田村内
  - あぶくま高原道路平田西IC（西山字草場） - 取付部の村道を介する
  - 国道49号 いわき方面（上蓬田下槍雷（上蓬田交差点））
  - 国道49号 郡山方面（上蓬田字大隅（大隅交差点））
- 小野町内
  - 福島県道136号平田小野線（小野赤沼字内堀子）
  - 福島県道13号小野田母神線（皮籠石字寺脇 終点）

### 沿線にある施設など
- メガステージ矢吹
- 矢吹町役場
- 矢吹町文化センター
- 矢吹球場
- たまかわ文化体育館
- 玉川村民グラウンド
- 玉川村公民館
- 千五沢ダム
  - 母畑湖
- こまちダム